# Боно
 Тази статия е за ирландския музикант.  За японска момичешка група вижте Боно!.  За американския музикант и политик вижте Сони Боно.
Пол Дейвид Хюсън (на английски: Paul David Hewson, роден на 10 май 1960), с прякор Боно Вокс (Bono Vox) или само Боно, е фронтменът на ирландската рок група U2.

## Биография
Пол е второто дете на Боби и Айрис Хюсън. Брат му Норман е по-големият, израства в Дъблин, Ирландия. Баща му е католик, а майка му – протестантка. Отгледан е със силна религиозна вяра като член на Ирландската църква. По принцип, когато го попитат какъв би се нарекъл – католик или протестант, Боно казва: „Винаги съм се чувствал и като двете“.
Описван от Боби като „твърде дразнещо дете“, Пол още от малък си печели името на разсеяно и свадливо дете, поради което и приятелите и семейството му лепват прякора „Антихристът“. А всъщност по това време Пол е бил просто един от онези ентусиазирани, но непрактични и дяволски любопитни младежи, които виждат света през розови очила, а след това пак питат какво са видели.
На 15-годишна възраст Пол преживява голяма двойна загуба, когато майка му умира по време на погребението на баща ѝ (Този инцидент, с който много фенове и писатели спекулират, може би е и причината за твърдия характер на Боно). Много парчета, особено от ранните албуми („I Will Follow“, „Out of Control“, „Tomorrow“) засягат точно този период от живота му.
Малко след този тежък момент в живота му Пол се увлича по музиката и по свиренето на китара… Ентусиазира го музиката на групи като T.Rex, Thin Lizzy, The Ramones и Television.
В гимназията природната дарба на Пол да дърдори и усетът му към театъра му позволяват да експериментира във всички видове артистични среди. Пол посещава общообразователното училище Маунт Темпъл (Mount Temple Comprehensive School), което е първото по рода си училище със смесена протестантска и католическа вяра в Дъблин. Именно там за първи път Пол се сдобива с прякора си „Боно Вокс от О'конъл Стрийт“, който приятелят му от училище Gavin Friday му дава. Той го вижда в магазин за слухови апарати на улица „О`Конъл“ в ирландската столица, марката е Bona Vox, което в превод от латински значи „добър глас“. „Bono Vox“, обаче буквално значи „гласът към добрия човек“.
През 1976 г. Пол отговаря на обява, пусната от Лари Мълън Джуниър, за сформиране на група. Същата обява виждат и Дейв Евънс (Едж), Дик Евънс (който скоро напуска групата), и Адам Клейтън. Четиримата събират група, която наричат Feedback, после сменят името на The Hype и накрая се спират окончателно на U2. Първоначално Боно пее, свири на китара и пише текстовете. Но след като Дейв Евънс става по-добър китарист, Боно започва да се занимава само с вокалите, въпреки че често свири на акустична китара и хармоника.
Боно се жени за училищната си любов, Алисън „Али“ Стюърт, на 21 август 1982 г. Певецът на няколко пъти споменава в интервю, че работата му по U2 и връзката му с Алисън са започнали по едно и също време. Двамата с Али имат четири деца – Джордан (1989 г.), Мемфис Ийв (1991 г.), Илайджа Боб Патришъс Гуги Кю (1999 г.) и Джон Ейбрахъм (2001 г.).
През 1992 г., заедно с китариста на U2 Дейв, Боно купува двузвездния дъблински хотел Кларънс с тогавашните му 70 стаи и го превръща в четиризвезден хотел с 49 стаи, който бързо набира репутация като един от най-стилните и луксозни хотели в града.

## Социална дейност
През 1984 г. Боно става говорител на „Нетейд“ – организация с идеална цел, обучаваща младите как да се борят с бедността. От 1999 г. насам участва също и в повечето програми за премахване на дълговете на Третия свят, както и относно проблемите в Африка, привличайки на своя страна много холивудски звезди и шоумени. През май 2002 г. Боно пътува заедно с американския министър на финансите Пол Онийл на четиридневна обиколка в Африка. Същата година Боно основава организация на име „DATA“ (Debt, AIDS, Trade in Africa), която се занимава именно с тези проблеми. Целта на организацията е да фокусира вниманието на обществеността върху двата най-големи проблема относно Африка – СПИН-ът и контрабандата, спираща нормалното икономическо развитие.
В деня на стъпването в длъжност Боно изнася реч за канадския премиер Пол Мартин, който в замяна гарантира, че ще помогне в проблема с глобалната криза. Но политиката на премиера почти не отделя внимание на кризата.
На среща с президента на САЩ Джордж Уокър Буш по случай огромно дарение на американския президент за помощи в бедстващите страни, Боно отбелязва, че това е наистина една нова и важна стъпка на ангажираност относно тези огромни проблеми на човечеството.
Декември 2005 г. Боно е на корицата на TIME като един от „добрите самаряни“ заедно с Бил и Мелинда Гейтс.

## Мисли
- „Мечтай на глас.“
- „Музиката може да променя света, защото може да променя хората.“
- „Ако музиканти и активисти работят наистина заедно, ще можем да победим силите на икономиката и корпорациите.“
- „Надявам се, че работата ми като активист ще бъде забравена. Защото се надявам, че тези проблеми ще изчезнат завинаги.“
- „Това музиката е толкова необикновено нещо. С нея говорим с Господ, или изобщо не говорим с Него. Дори и ако не вярваме в Него. Тогава нека тя е език на душата. Ако повярваш, че отвъд плътта си имаш душа, която живее повече от тялото ти, ако наистина има душа, то тогава музиката е онова, което я пробужда. Моята определено я пробуди. И тогава започваш да разбираш и общуваш на друго ниво.“
- „Разликата между поп и рок музиката е, че попът те кара да повярваш, че всичко е наред, а рокът – че нищо не е наред, но можеш да го поправиш.“